# Природно-заповідний фонд Херсонської області
Природно-заповідний фонд Херсонської області станом на початок 2014 року налічує 79 об'єктів загальною площею 272 700,2 га.

## Список об'єктів і територій
Перелік територій та об'єктів природно-заповідного фонду загальнодержавного та місцевого значення Херсонської області станом на початок 2014 року. Зеленим підсвічено території та об'єкти загальнодержавного значення.
| Зображення | Назва території або об'єкта природно-заповідного фонду    | Категорія                                | Тип                 | Площа, га | Рік створення | Розташування                       |
| ---------- | --------------------------------------------------------- | ---------------------------------------- | ------------------- | --------- | ------------- | ---------------------------------- |
|            | Джерело Шилової балки                                     | пам'ятка природи                         | гідрологічна        |           | 1983          | Бериславський район                |
|            | Козацьке джерело                                          | пам'ятка природи                         | гідрологічна        |           | 1983          | Бериславський район                |
|            | «Олександрівський»                                        | заказник                                 | ландшафтний         | 996       | 2002          | Білозерський район                 |
|            | «Станіславський»                                          | заказник                                 | ландшафтний         | 659       | 2002          | Білозерський район                 |
|            | «Бакайський»                                              | заказник                                 | лісовий             | 420       | 1974          | Білозерський район                 |
|            | «Інгулецький лиман»                                       | заказник                                 | ботанічний          | 50        | 1983          | Білозерський район                 |
|            | «Софіївський»                                             | заказник                                 | ботанічний          | 194       | 1998          | Білозерський район                 |
|            | «Широка балка»                                            | заказник                                 | ботанічний          | 116       | 1998          | Білозерський район                 |
|            | «Бакайський жолоб»                                        | заказник                                 | загальнозоологічний | 1680      | 1978          | Білозерський район                 |
|            | Микільське поселення змій                                 | пам'ятка природи                         | зоологічна          | 4         | 1983          | Білозерський район                 |
|            | Понятівське поселення змій                                | пам'ятка природи                         | зоологічна          | 5         | 1983          | Білозерський район                 |
|            | Білозерські джерела                                       | пам'ятка природи                         | гідрологічна        |           | 1983          | Білозерський район                 |
|            | Федорівська печера                                        | пам'ятка природи                         | геологічна          | 0,5       | 1983          | Білозерський район                 |
|            | «Інгулець»                                                | заказник                                 | ландшафтний         | 937       | 1978          | Великоолександрівський район       |
|            | «Новодмитрівський ліс»                                    | заповідне урочище                        |                     | 23        | 1983          | Великоолександрівський район       |
|            | «Недогірський ліс»                                        | заповідне урочище                        |                     | 216       | 1983          | Великоолександрівський район       |
|            | «Летючі піски»                                            | заповідне урочище                        |                     | 110       | 1983          | Великоолександрівський район       |
|            | «Архангельський ліс»                                      | заповідне урочище                        |                     | 30        | 1983          | Високопільський район              |
|            | Азово-Сиваський                                           | Національний природний парк              |                     | 52154     | 1993          | Генічеський і Новотроїцький райони |
|            | Дуб черешчатий                                            | пам'ятка природи                         | ботанічна           |           | 1999          | Гола Пристань                      |
|            | Вікові сосни                                              | пам'ятка природи                         | ботанічна           |           | 1983          | Гола Пристань                      |
|            | Вікові дуби (6)                                           | пам'ятка природи                         | ботанічна           |           | 1983          | Гола Пристань                      |
|            | Оз. «Гопри» (частина)                                     | пам'ятка природи                         | гідрологічна        | 5         | 1983          | Гола Пристань                      |
|            | Парк санаторію «Гопри»                                    | парк-пам'ятка садово-паркового мистецтва |                     | 18        | 1964          | Гола Пристань                      |
|            | «Голопристанський акацієвий ліс»                          | заповідне урочище                        |                     | 42        | 1983          | Гола Пристань                      |
|            | Чорноморський                                             | Біосферний заповідник                    |                     | 106513,8  | 1993          | Голопристанський район             |
|            | «Березові колки»                                          | заказник                                 | лісовий             | 1312      | 1974          | Голопристанський район             |
|            | «Ягорлицький»                                             | заказник                                 | орнітологічний      | 30300     | 1974          | Голопристанський район             |
|            | «Боброве Озеро»                                           | заказник                                 | ландшафтний         | 50        | 2008          | Голопристанський район             |
|            | «Хрестова сага»                                           | заказник                                 | ботанічний          | 30        | 1983          | Голопристанський район             |
|            | «Шаби»                                                    | заказник                                 | ботанічний          | 20        | 1983          | Голопристанський район             |
|            | Бехтерський дубовий гай                                   | пам'ятка природи                         | ботанічна           | 3         | 1983          | Голопристанський район             |
|            | Дуб черешчатий                                            | пам'ятка природи                         | ботанічна           |           | 1983          | Голопристанський район             |
|            | Дуб черешчатий                                            | пам'ятка природи                         | ботанічна           |           | 1983          | Голопристанський район             |
|            | Дуб черешчатий                                            | пам'ятка природи                         | ботанічна           |           | 1983          | Голопристанський район             |
|            | Дуб черешчатий                                            | пам'ятка природи                         | ботанічна           |           | 1983          | Голопристанський район             |
|            | Дуб черешчатий                                            | пам'ятка природи                         | ботанічна           |           | 1983          | Голопристанський район             |
|            | Дуб черешчатий (подвійний)                                | пам'ятка природи                         | ботанічна           |           | 1983          | Голопристанський район             |
|            | Куртина вікових дубів                                     | пам'ятка природи                         | ботанічна           | 0,5       | 1983          | Херсонський район                  |
|            | Тополі                                                    | пам'ятка природи                         | ботанічна           |           | 1983          | Голопристанський район             |
|            | Парк КСП «Південний»                                      | парк-пам'ятка садово-паркового мистецтва |                     | 14        | 1964          | Голопристанський район             |
|            | Парк пам'яті Наталії Десятової-Шостенко                   | парк-пам'ятка садово-паркового мистецтва |                     | 4         | 1983          | Скадовський район                  |
|            | «Старозбур'ївський акацієвий ліс»                         | заповідне урочище                        |                     | 14        | 1983          | Голопристанський район             |
|            | «Каїрська балка»                                          | заказник                                 | ландшафтний         | 664,9     | 2001          | Горностаївський район              |
|            | «Агайманське»                                             | заповідне урочище                        |                     | 25        | 1983          | Іванівський район                  |
|            | «Домузла»                                                 | заказник                                 | орнітологічний      | 1411,9    | 2000          | Каланчацький район                 |
|            | Парк КСП «Паризька комуна»                                | парк-пам'ятка садово-паркового мистецтва |                     | 62        | 1964          | Каланчацький район                 |
|            | Дендропарк Каховського лісгоспзагу                        | парк-пам'ятка садово-паркового мистецтва |                     | 15        | 1964          | Каховка                            |
|            | «Малокаховський бір»                                      | заповідне урочище                        |                     | 177       | 1983          | Каховський район                   |
|            | «Балка Великі Сірогози»                                   | заказник                                 | ландшафтний         | 636       | 2007          | Нижньосірогозький район            |
|            | Вікові платани                                            | пам'ятка природи                         | ботанічна           |           | 1983          | Нова Каховка                       |
|            | Меморіальні дуби (2)                                      | пам'ятка природи                         | ботанічна           |           | 1983          | Нова Каховка                       |
|            | «Дендропарк Ботанічний»                                   | парк-пам'ятка садово-паркового мистецтва |                     | 9         | 2006          | Нова Каховка                       |
|            | Парк с. Хрещенівка                                        | парк-пам'ятка садово-паркового мистецтва |                     | 8         | 1964          | Нововоронцовський район            |
|            | «Стояни»                                                  | заповідне урочище                        |                     | 15        | 1983          | Нововоронцовський район            |
|            | Олешківські піски                                         | Національний природний парк              |                     | 8020,36   | 2010          | Олешківський район                 |
|            | «Саги»                                                    | заказник                                 | ландшафтний         | 500       | 1974          | Олешківський район                 |
|            | «Корсунський»                                             | заказник                                 | загальнозоологічний | 3357      | 1978          | Олешківський район                 |
|            | Деревостій акації білої                                   | пам'ятка природи                         | ботанічна           | 3         | 1983          | Олешківський район                 |
|            | Куртина вікових дубів                                     | пам'ятка природи                         | ботанічна           | 0,1       | 1983          | Олешківський район                 |
|            | Кринківське поселення бобрів                              | пам'ятка природи                         | зоологічна          | 5         | 1983          | Олешківський район                 |
|            | Дендропарк Нижньодніпровської НДС                         | парк-пам'ятка садово-паркового мистецтва |                     | 3         | 1964          | Олешківський район                 |
|            | «Олешківський сосновий бір»                               | заповідне урочище                        |                     | 290       | 1983          | Олешківський район                 |
|            | Джарилгацький                                             | Національний природний парк              |                     | 10000     | 2009          | Скадовський район                  |
|            | «Джарилгацький»                                           | заказник                                 | ботанічний          | 300       | 1974          | Скадовський район                  |
|            | Парк Скадовського будинку відпочинку                      | парк-пам'ятка садово-паркового мистецтва |                     | 12        | 1964          | Скадовський район                  |
|            | Дуб черешчатий                                            | пам'ятка природи                         | ботанічна           |           | 1983          | Херсон                             |
|            | Дуб на «Інтенсивці»                                       | пам'ятка природи                         | ботанічна           |           | 1983          | Херсон                             |
|            | Віковий дуб                                               | пам'ятка природи                         | ботанічна           |           | 1983          | Херсон                             |
|            | Дуб черешчатий                                            | пам'ятка природи                         | ботанічна           |           | 1983          | Херсон                             |
|            | Дуб черешчатий                                            | пам'ятка природи                         | ботанічна           |           | 1983          | Херсон                             |
|            | Дуб черешчатий                                            | пам'ятка природи                         | ботанічна           |           | 1983          | Херсон                             |
|            | Ботанічний сад Херсонського державного університету       | парк-пам'ятка садово-паркового мистецтва |                     | 12,34     | 1964          | Херсон                             |
|            | Парк Херсонського обласного ліцею                         | парк-пам'ятка садово-паркового мистецтва |                     | 8         | 1964          | Херсон                             |
|            | Дендропарк Херсонського державного аграрного університету | парк-пам'ятка садово-паркового мистецтва |                     | 2,4       | 1983          | Херсон                             |
|            | Дендропарк Інституту зрошуваного землеробства НААН        | парк-пам'ятка садово-паркового мистецтва |                     | 5,6       | 1964          | Херсон                             |
|            | «Асканія-Нова» ім. Ф.Е. Фальц-Фейна                       | Біосферний заповідник                    |                     | 33307,6   | 1993          | Чаплинський район                  |
|            | «Асканія-Нова»                                            | заказник                                 |                     | 183,2     | 1983          | Чаплинський район                  |
|            | «Асканійський»                                            | заказник                                 | загальнозоологічний | 17746     | 1983          | Чаплинський район                  |